# Cârna (gmina)
Cârna – gmina w Rumunii, w okręgu Dolj. Obejmuje tylko jedną miejscowość Cârna. W 2011 roku liczyła 1363 mieszkańców.